# Callixena callixena
Callixena callixena är en fjärilsart som beskrevs av Embrik Strand 1916. Callixena callixena ingår i släktet Callixena och familjen nattflyn. Inga underarter finns listade i Catalogue of Life.